# Giải bóng đá hạng nhì quốc gia Cộng hòa Síp 1995–96
Giải bóng đá hạng nhì quốc gia Cộng hòa Síp 1995–96 là mùa giải thứ 41 của bóng đá hạng nhì Cộng hòa Síp. APOP giành danh hiệu thứ 6.

## Thể thức thi đấu
Có 14 đội tham gia Giải bóng đá hạng nhì quốc gia Cộng hòa Síp 1995–96. Tất cả các đội đều thi đấu 2 trận, một trân sân nhà và một trận sân khách. Đội nhiều điểm nhất sẽ lên ngôi vô địch. Ba đội đầu bảng thăng hạng Giải bóng đá hạng nhất quốc gia Cộng hòa Síp 1996–97 và ba đội cuối bảng xuống hạng Giải bóng đá hạng ba quốc gia Cộng hòa Síp 1996–97.

### Hệ thống điểm
Các đội bóng nhận 3 điểm cho một trận thắng, 1 điểm cho một trận hòa và 0 điểm cho một trận thua.

## Thay đổi so với mùa giải trước
Các đội thăng hạng Giải bóng đá hạng nhất quốc gia Cộng hòa Síp 1995–96
- Evagoras Paphos
- Alki Larnaca

Các đội thăng hạng từ Giải bóng đá hạng ba quốc gia Cộng hòa Síp 1994–95
- Ethnikos Latsion
- Ayia Napa
- Digenis Akritas Morphou
- Chalkanoras Idaliou
- Ethnikos Assia

## Bảng xếp hạng
| Vị thứ | Đội                 | St. | T. | H. | B. | BT. | BB. | BT. | Đ. | Ghi chú                                                                  |
| ------ | ------------------- | --- | -- | -- | -- | --- | --- | --- | -- | ------------------------------------------------------------------------ |
| 1      | APOP Paphos         | 26  | 16 | 7  | 3  | 56  | 26  | 30  | 55 | Vô địch-thăng hạng Giải bóng đá hạng nhất quốc gia Cộng hòa Síp 1996–97. |
| 2      | APEP                | 26  | 17 | 1  | 8  | 44  | 28  | 16  | 52 | Thăng hạng Giải bóng đá hạng nhất quốc gia Cộng hòa Síp 1996–97.         |
| 3      | Anagennisi Deryneia | 26  | 13 | 10 | 3  | 49  | 20  | 29  | 49 | Thăng hạng Giải bóng đá hạng nhất quốc gia Cộng hòa Síp 1996–97.         |
| 4      | Digenis Morphou     | 26  | 14 | 3  | 9  | 49  | 24  | 25  | 45 |                                                                          |
| 5      | Chalkanoras Idaliou | 26  | 12 | 5  | 9  | 47  | 38  | 9   | 41 |                                                                          |
| 6      | Onisilos Sotira     | 26  | 12 | 5  | 9  | 40  | 38  | 2   | 41 |                                                                          |
| 7      | PAEEK FC            | 26  | 10 | 7  | 9  | 35  | 33  | 2   | 37 |                                                                          |
| 8      | Akritas Chlorakas   | 26  | 10 | 6  | 10 | 41  | 42  | -1  | 36 |                                                                          |
| 9      | Ethnikos Assia      | 26  | 10 | 5  | 11 | 50  | 55  | -5  | 35 |                                                                          |
| 10     | AEZ Zakakiou        | 26  | 9  | 7  | 10 | 34  | 37  | -3  | 34 |                                                                          |
| 11     | Doxa Katokopias     | 26  | 8  | 9  | 9  | 34  | 35  | -1  | 33 |                                                                          |
| 12     | Ethnikos Latsion    | 26  | 6  | 5  | 15 | 36  | 56  | -20 | 23 | Xuống hạng Giải bóng đá hạng ba quốc gia Cộng hòa Síp 1996–97.           |
| 13     | Othellos Athienou   | 26  | 6  | 4  | 16 | 29  | 67  | -38 | 22 | Xuống hạng Giải bóng đá hạng ba quốc gia Cộng hòa Síp 1996–97.           |
| 14     | Ayia Napa           | 26  | 1  | 2  | 23 | 26  | 71  | -45 | 5  | Xuống hạng Giải bóng đá hạng ba quốc gia Cộng hòa Síp 1996–97.           |

Hệ thống điểm: Thắng=3 điểm, Hòa=1 điểm, Thua=0 điểm
Quy tắc xếp hạng: 1) Điểm, 2) Hiệu số, 3) Bàn thắng

## Kết quả
| ↓Εντός / Εκτός→     | AEZ | AKR | ANG | AGN | APE | APO | DGN | DXK | ETA | ETL | OTH | ONS | PKK | CHL |
| ------------------- | --- | --- | --- | --- | --- | --- | --- | --- | --- | --- | --- | --- | --- | --- |
| AEZ Zakakiou        |     | 2-1 | 0-0 | 1-0 | 1-2 | 1-3 | 1-0 | 2-2 | 3-1 | 2-2 | 5-0 | 1-0 | 0-1 | 1-1 |
| Akritas Chlorakas   | 2-2 |     | 1-1 | 4-3 | 1-2 | 0-1 | 2-1 | 2-0 | 4-3 | 1-1 | 6-1 | 1-0 | 2-2 | 2-0 |
| Anagennisi          | 2-0 | 3-1 |     | 1-0 | 4-0 | 1-0 | 1-1 | 1-0 | 4-1 | 3-1 | 4-0 | 1-2 | 2-2 | 2-0 |
| Ayia Napa           | 1-3 | 1-3 | 0-6 |     | 1-2 | 2-4 | 1-0 | 0-2 | 1-2 | 0-0 | 2-2 | 1-2 | 0-2 | 1-2 |
| APEP                | 0-2 | 0-1 | 3-0 | 2-1 |     | 1-1 | 3-0 | 1-0 | 4-3 | 2-0 | 2-1 | 3-2 | 2-0 | 0-1 |
| APOP Paphos         | 1-1 | 2-0 | 0-0 | 6-3 | 2-0 |     | 2-1 | 2-0 | 3-2 | 4-0 | 6-0 | 2-1 | 4-0 | 1-1 |
| Digeniss Morphou    | 3-0 | 4-1 | 1-0 | 4-1 | 2-1 | 2-2 |     | 0-1 | 3-0 | 4-0 | 5-0 | 4-0 | 2-0 | 0-1 |
| Doxa Katokopias     | 0-0 | 0-0 | 0-0 | 4-1 | 0-4 | 2-2 | 3-2 |     | 1-0 | 3-1 | 2-0 | 4-4 | 1-1 | 2-3 |
| Ethnikos Assia      | 3-0 | 3-0 | 0-4 | 3-1 | 1-2 | 1-1 | 0-2 | 1-0 |     | 1-0 | 4-3 | 4-4 | 1-0 | 5-4 |
| Ethnikos Latsion    | 1-0 | 1-2 | 3-3 | 5-2 | 0-1 | 5-2 | 1-2 | 1-1 | 3-2 |     | 1-2 | 4-3 | 1-0 | 1-2 |
| Othellos Athienou   | 2-4 | 1-1 | 0-2 | 2-0 | 0-4 | 1-0 | 2-4 | 2-2 | 2-3 | 2-1 |     | 2-1 | 0-0 | 2-1 |
| Onisilos Sotira     | 2-1 | 1-0 | 1-1 | 2-0 | 2-1 | 0-1 | 1-0 | 1-0 | 3-3 | 2-1 | 2-0 |     | 2-0 | 0-3 |
| PAEEK               | 3-1 | 2-1 | 2-2 | 4-1 | 2-0 | 1-2 | 0-2 | 3-1 | 1-1 | 4-2 | 2-0 | 0-0 |     | 2-0 |
| Chalkanoras Idaliou | 4-0 | 5-2 | 1-1 | 3-2 | 0-2 | 0-2 | 0-0 | 1-3 | 2-2 | 6-0 | 3-2 | 0-2 | 3-1 |     |